# Premiul austriac pentru memoria Holocaustului
Premiul austriac pentru memoria Holocaustului (Austrian Holocaust Memorial Award - AHMA) a fost fondat in 2006 de serviciul civil austriac.

## Premiul
Acest premiu se dă in fiecare an la o anumită persoană, care este deosebit de angajată in aducerea aminte la ce sa întîmplat pe vremea naziștilor, mai ales de faptele criminale care au produs holocaustul , si prin urmare arata omenirii de astăzi consecintele celor întîmplate pe vremea războiului mondial al doilea.

## Serviciu de memorie
Din 1992, tineri austrieci servesc în serviciul de memorie pe 4 continente (Argentina, Australia, Belgia, Brazilia, Bulgaria, China, Germania, Anglia, Franța, Israel, Olanda, Norvegia, Polonia, Rusia, Suedia, Cehia, Ucraina, Ungaria si SUA). Ei, cum ar veni, iau reponsabilitate pentru criminalitățile comise de naziști. Scopul lui AHMA este ca in fiecare an sa onoreze o persoanǎ, care se implica in mod deosebit in aceasta lucrare de aducere aminte.

## Recepții în străinătate
In 17.Octombrie 2006 a fost dat AHMA-ul istoricului chinezesc Pan Guang prin președintele comunitații evreiești  din Shangahai, Maurice Ohana. Andreas Maislinger și Andreas Prochazka, vice-președintele al serviciului austriac in străinătate, au fost și ei prezenți la acest eveniment.
Journalistul brazilian Alberto Dinez  a fost premiat cu AHMA-ul in 24.Octombrie 2007 in consulatul general .
In 7.Mai 2008 premiul AHMA a fost dat lui Robert Hebras , unul din ultimii celor doi supraviețuitori ai masacrului făcut de SS (Schutzstaffel) in Oradour in 1944.
Supraviețuitorul holocaustului si fondator al Virginia Holocaust Museums, cu nume Jay M. Ipson a fost premiat in 2009 de ambasadorul austriac in SUA, Christian Prosl. Ipson a fost deportat in 1941 la vîrsta de 6 ani in ghetoul Kaunas, Lituania. 
In 28.Octombrie 2010 a fost premiată Eva Marks de ambasadorul austriac Dr. Hannes Porias din Australia. Ea a fost născută la Viena.

## Premiații
- 2006: Pan Guang, Centru de studii evreiesti Schanghai, China
- 2007: Alberto Dines, Casa Stefan Zweig, Petrópolis, Brazilia
- 2008: Robert Hébras, Oradour-sur-Glane, Franța
- 2009: Jay M. Ipson, Virginia Holocaust Museum, Richmond, Virginia, SUA
- 2010: Eva Marks, Melbourne, Australia
- 2011: Auschwitz Jewish Center, Oświęcim, Polonia
- 2012: Ladislaus Löb, Brighton, Marea Britanie
- 2013: Hugo Höllenreiner, Ingolstadt, Germania
- 2014: Margers Vestermanis, Riga, Letonia
- 2015: Erika Rosenberg, Buenos Aires, Argentina
- 2016: Giorgio Frassineti, Predappio, Italia